# اف. میسون سونس

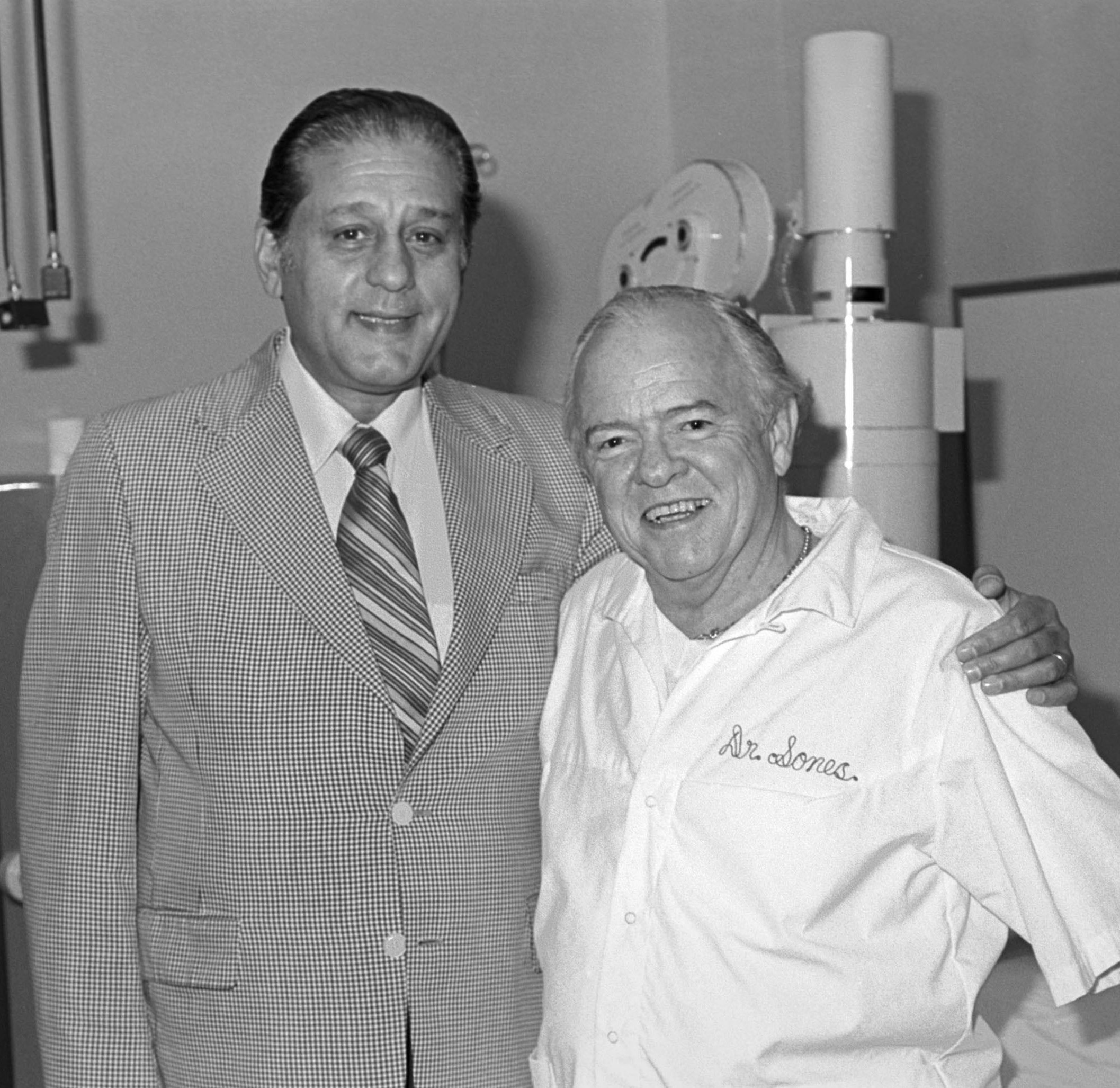
اف. میسون سونس (راست) در کنار رنه فاوالورو در کلینیک کلیولند

اف. میسون سونس (انگلیسی: F. Mason Sones؛ ۲۸ اکتبر ۱۹۱۸ – ۲۸ اوت ۱۹۸۵) جراح قلب و قفسه سینه مشهور اهل ایالات متحده آمریکا بود.
او دانش‌آموختهٔ کالج مک‌دنیل و «دانشگاه پزشکی مریلند» بود و دورهٔ دستیاری را در «بیمارستان هنری فورد» در دیترویت گذراند.
اف. میسون سونس یکی از چهره‌های تأثیرگذار و شاخص در زمینهٔ پیشرفت جراحی بای‌پس سرخرگ کرونری، کاتتریزاسیون عروق کرونر و کاردیولوژی مداخله‌ای بود.
وی همچنین برندهٔ جوایزی همچون جایزه پژوهش پزشکی بالینی لسکر-دی‌بیکی شده‌است.